# Diezemonding
Natuurpark De Diezemonding is een Nederlands natuurgebied dat zich bevindt in het noordwesten van 's-Hertogenbosch, enkele honderden meters ten noordwesten van Orthen. In 2008 besloeg het een oppervlakte van 26 ha, maar de bedoeling is om het tot 450 ha uit te breiden, waardoor het tot de Maas zou reiken.
Het natuurpark is eigendom van de gemeente 's-Hertogenbosch en het wordt beheerd door de Stichting FREE Nature. Het is onderdeel van het plan "De Groene Delta" om de stad 's-Hertogenbosch met natuur- en recreatiegebieden te omringen.
De huidige (2009) aanzet tot het park bevindt zich in de Ertvelder polder ten noorden van de Ertveldplas en het wordt begrensd door de Dieze. Hier lagen reeds de Franse Wielen (ook: Fransche Wielen), een drietal met elkaar verbonden wielen, ooit ontstaan na een doorbraak van de Engelse Dijk.
Begrazing van het gebied geschiedt sedert 2008 door runderen van het ras Rode Geus.